# Roberto Angeli
Roberto Angeli (Schio, 9 luglio 1913 – Livorno, 26 maggio 1978) è stato un presbitero italiano.

## Biografia

### I primi anni
Nato a Schio da Maria Duranti ed Emilio Angeli, la madre morirà un anno dopo la sua nascita. Nel 1926 entra in seminario livornese. Nel 1936 è ordinato sacerdote, inviato nella parrocchia di Santa Giulia. Insegna in seminario. Nel 1942 è parroco a San Jacopo assistente assieme a don Tintori della FUCI, e fonda il Movimento cristiano sociale livornese.

### Il periodo bellico e la deportazione
In seguito allo scoppio della Seconda guerra mondiale e al successivo armistizio si rese attivo nella Resistenza livornese: negli ultimi anni del Fascismo organizzò pubbliche lezioni ("Lezioni di Santa Giulia") in cui si oppose apertamente le teorie totalitarie.
Rappresentò i "cristiano sociali" all'interno del CLN livornese, si impegno soprattutto nell'attività di assistenza dei partigiani trovando loro rifugi quando si rendeva necessario.

Spinse nel Movimento cristiano sociale e da lì nella Resistenza attiva molti giovani cattolici livornesi e salvò molti ebrei e prigionieri politici, appoggiando le azioni dei partigiani livornesi.
Con il padre tenne i contatti con il CLN fiorentino e con il Fronte Militare Clandestino di Roma.

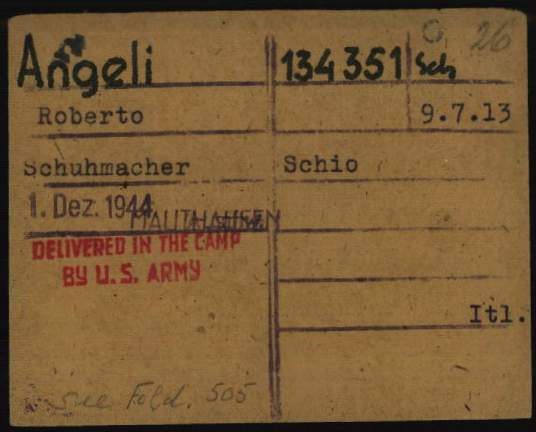
Scheda di registrazione di Roberto Angeli come prigioniero nel campo di concentramento nazista di Dachau

Arrestato il 17 maggio 1944, dalla Gestapo, fu trasferito a Firenze, nella famigerata Villa Triste, dove fu duramente interrogato, senza risultato. Trasferito nel Campo di Fossoli successivamente Bolzano e infine nel lager di Mauthausen. Nel novembre assieme ad altri sacerdoti (tra cui Josef Beran) viene trasferito a Dachau. Viene liberato con l'arrivo delle truppe americane il 29 aprile 1945.

### Dopoguerra
Nel dopoguerra si occupò di una vasta opera assistenziale in tutta la provincia, diresse e scrisse articoli per il Fides, il settimanale diocesano. 

Scrisse inoltre il libro Vangelo nei Lager che racconta la sua esperienza nella Resistenza e nei lager nazisti.
Morì a Livorno nel 1978.

## Pubblicazioni
- Don Giovanni Quilici, Bergamo: Vita Nostra, 1936.
- Cattolici e la politica, Livorno: SEI, 1945 (opuscolo scritto e diffuso in periodo clandestino).
- … Poi l'Italia e risorta, Pinerolo: Alzani, 1953.
- La dottrina sociale di Giuseppe Toniolo, Pinerolo: Alzani, 1956.
- Pionieri del movimento democratico cristiano, Roma: Edizioni Cinque lune, 1959.
- L'amore che vinse, Bari: Edizioni Paoline, 1962.
- Vangelo nei lager: un prete nella Resistenza, Firenze: La nuova Italia, 1964 (Quaderni del ponte, 13).
- Campione d'evangelica arità: Giovanni Calabria, Torino: ElleDiCi, 1965.
- Anna Maria Enriques Agnoletti nella resistenza fiorentina, Firenze: La Nuova Italia, 1966.
- Niels Stensen anatomico, fondatore della geologia, servo di Dio, Firenze: Libreria editrice fiorentina, 1968.
- La signora d'Houet, fondatrice delle fedeli compagne di Gesù, Torino: Congregazione delle fedeli compagne di Gesù, 1970.
- Rosa Venerini: Una guida per la gioventù, Livorno: Stella del mare, 1973.
- La donna della speranza: Elisabetta Anna Seton, Roma: Postulazione generale c.m., 1975.
- Motivazioni dell'impegno del clero toscano nella Resistenza, Firenze: La Nuova Italia, 1975.